# El Mostrador TV
El Mostrador TV  (originalmente llamado El 26) fue un canal de televisión abierta chileno que emitía para la Circunvalación Américo Vespucio de Santiago de Chile a través del canal 26 UHF. La concesión era operada por La Plaza S.A., sociedad propietaria del periódico en línea El Mostrador. La empresa decidió cerrar el canal en 2018 debido a razones desconocidas.